# Baladine Klossowska
Baladine Klossowska ou Kłossowska (Breslávia, 1886 — 1969) foi uma pintora polonesa. Ela era mãe do artista Balthus e do escritor Pierre Klossowski e a última amante do poeta Rainer Maria Rilke.
Ela nasceu Elisabeth Dorothea Spiro em Breslau, Alemanha (agora Breslávia, Polônia), de uma família judia; seu pai, Abraham Beer Spiro, era um cantor judeu lituano, que mudou sua família de Korelichi, no distrito de Novogrudok, na província de Minsk, para Breslau em 1873. Em Breslau, foi nomeada cantora-chefe da Sinagoga da Cegonha Branca — uma das duas principais sinagogas da cidade.
Ela se casou com o pintor e historiador de arte Erich Klossowski; o casal mudou-se para Paris, onde nasceram seus filhos — Pierre em 1905 e Balthasar em 1908. Elisabeth Spiro Klossowski seguiu sua própria carreira artística sob o nome Baladine Klossowska; ela preferia a vida na França e viveu lá durante grande parte de sua vida posterior.
Os Klossowskis foram forçados a deixar a França em 1914, no início da Primeira Guerra Mundial, devido a seus passaportes alemães. O casal se separou permanentemente em 1917; Klossowska levou seus filhos para a Suíça. Eles se mudaram para Berlim em 1921 devido a pressões financeiras. Mãe e filhos retornaram a Paris em 1924, onde os três viviam uma existência materialmente marginal, muitas vezes dependente da ajuda de amigos e parentes.
Klossowska conheceu o poeta austríaco-boêmio Rainer Maria Rilke (1875-1926) em 1919. Na época, Rilke estava emergindo de uma grave depressão que limitava seus escritos a poemas não coletados e a um grande número de cartas, durante vários anos durante e após a Primeira Guerra Mundial. Os dois tiveram um relacionamento romântico intenso, mas episódico, que durou até a morte de Rilke por leucemia, em 1926.
Klossowska ajudou Rilke a estabelecer sua residência na Suíça e provou ser uma força estabilizadora — apesar da intensidade de seu próprio relacionamento — durante um período em que Rilke buscou estabilidade acima de tudo. Seus filhos desenvolveram relações estreitas com Rilke, e Balthasar publicou seu primeiro livro de aquarelas sobre um gato perdido, Mitsou, com texto de Rilke. Em 1921, Rilke escreveu no que chamou de "uma tempestade criativa selvagem" suas duas coleções mais importantes de poesia, as Elegias de Duino e os Sonetos a Orfeu, ambas publicadas em 1923. Durante o romance, Rilke chamou Klossowska pelo nome de animal de estimação "Merline" em sua correspondência — publicada pela primeira vez em 1954.